# Aguijan
Aguijan (Còn gọi là Aguigan hoặc Aguihan hay Đảo Goat), là một đảo san hô nhỏ hình hạt đậu không có người ở thuộc Quần đảo Bắc Mariana trên Thái Bình Dương. Nó nằm cách đảo Tinian 8 km (5 dặm) về phía Tây Nam, ngăn cách giữa hai hòn đảo là Kênh Tinian. Aguijan và đảo Tinian cùng nhau tạo thành Đơn vị Tinian, một trong 4 đơn vị hành chính chính để tạo nên Quần đảo Bắc Mariana. Hòn đảo là nơi sinh sống của những con dê hoang dã và là môi trường sống cuối cùng được biết  đến của một loài dơi Thái Bình Dương quý hiếm, cũng như nhiều loài chim.
Trong Thế Chiến II, một đơn vị của Nhật Bản đã ở trên đảo, nơi họ đã đầu hàng vào cuối cuộc chiến mà không có trận chiến nào. Việc tiếp cận hòn đảo gặp khó khăn vì hòn đảo này không có nơi để tàu cập bến.

## Lịch sử

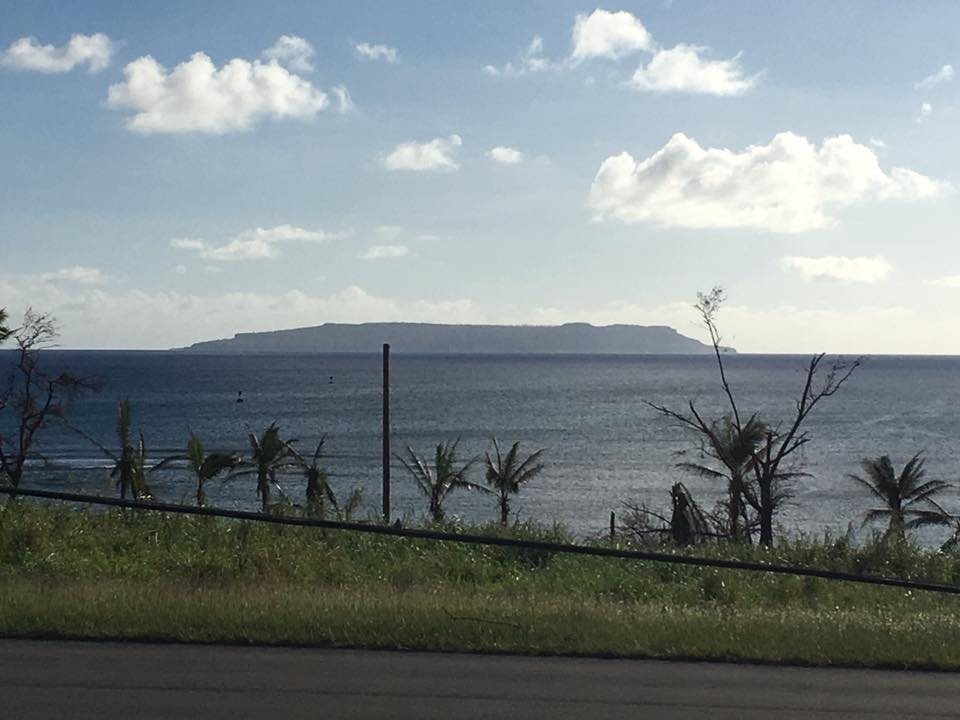
Đảo Aguijan khi nhìn từ phía nam đảo Tinian

Có khả năng lần đầu tiên người châu Âu phát hiện hòn đảo này là trong chuyến thám hiểm của Ferdinand Magellan hoặc có thể là do Gonzalo Gómez de Espinosa tiếp tục khám phá hòn đảo này  và được ghi lại là Santo Ángel. Hòn đảo này đã được nhà truyền giáo người Tây Ban Nha Diego Luis de San Vitores đến thăm vào năm 1669.
Vào giữa thế kỉ XIX, người ta biết rằng dê đã được đưa vào đảo. Vào những năm 1930, người ta đã cố gắng trồng mía ở đây và các khu vực khác nhằm mục đích khai hoang hòn đảo này.
Aguijan được quản lí như một phần của Quần đảo Bắc Mariana thuộc Tây BAn Nha từ thế kỉ XVI đến năm 1899, khi Quần đảo Bắc Mariana được Tây Ban Nha bán cho Đế quốc Đức. Dưới thời Đức, nó được quản lý như một phần của New Guinea thuộc Đức. Trong Thế Chiến I, Aguijan nằm dưới sự kiểm soát của Đế quốc Nhật Bản và được quản lý như một phần của Lãnh thổ Ủy trị Nam Dương. Trong Thế Chiến II, Lục quân Đế quốc Nhật Bản đã duy trì một đơn vị đồn trú tại Aguijan. Đơn vị này đã đầu hàng lực lượng Đồng minh vào ngày 4 tháng 9 năm 1945, hai ngày sau khi Nhật Bản đầu hàng. Sự đầu hàng này là hiếm thấy bởi vì đó là lần đầu hàng duy nhất được ghi nhận bởi một Tàu tuần tra của Hoa Kì, USCG 83525. Đô đốc Hải quân Hoa Kì Marshall R.Greer đã ghi nhận sự đầu hàng của Trung úy Nhật Bản Kinichi Yamada.
Sau Thế chiến II, Aguijan nằm dưới sự kiểm soát của Hoa Kỳ và được quản lý như một phần của Lãnh thổ Ủy thác Quần đảo Thái Bình Dương. Từ năm 1978, hòn đảo này là một phần của Khối thịnh vượng chung Quần đảo Bắc Mariana, cùng với phần còn lại của CNMI đã trở thành một phần của Hoa Kỳ vào cuối thế kỷ 20.
Ngày nay, hòn đảo này được gọi là Đảo Aguijan hoặc Aguigan, hoặc cũng có thể gọi là Goat island. Hòn đảo này nổi tiếng với quần thể dê hoang, nhưng cũng là nơi sinh sống cuối cùng của loài dơi đuôi bọc Thái Bình Dương (Emballonura semicaudata). Hiện tại, người ta biết rằng có hơn 1000 con dê hoang đã sinh sống trên đảo trong khoảng hai thế kỷ. Ngoài ra, hòn đảo này còn là nơi sinh sống của nhiều loài chim.

## Địa lý

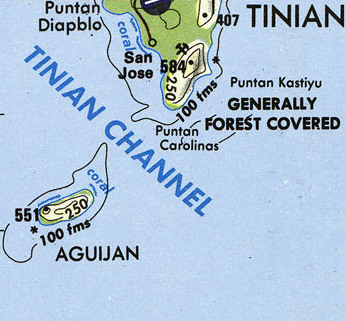
Aguijan bị tách khỏi Tinian by Kênh Tinian (Bản đồ năm 1988)

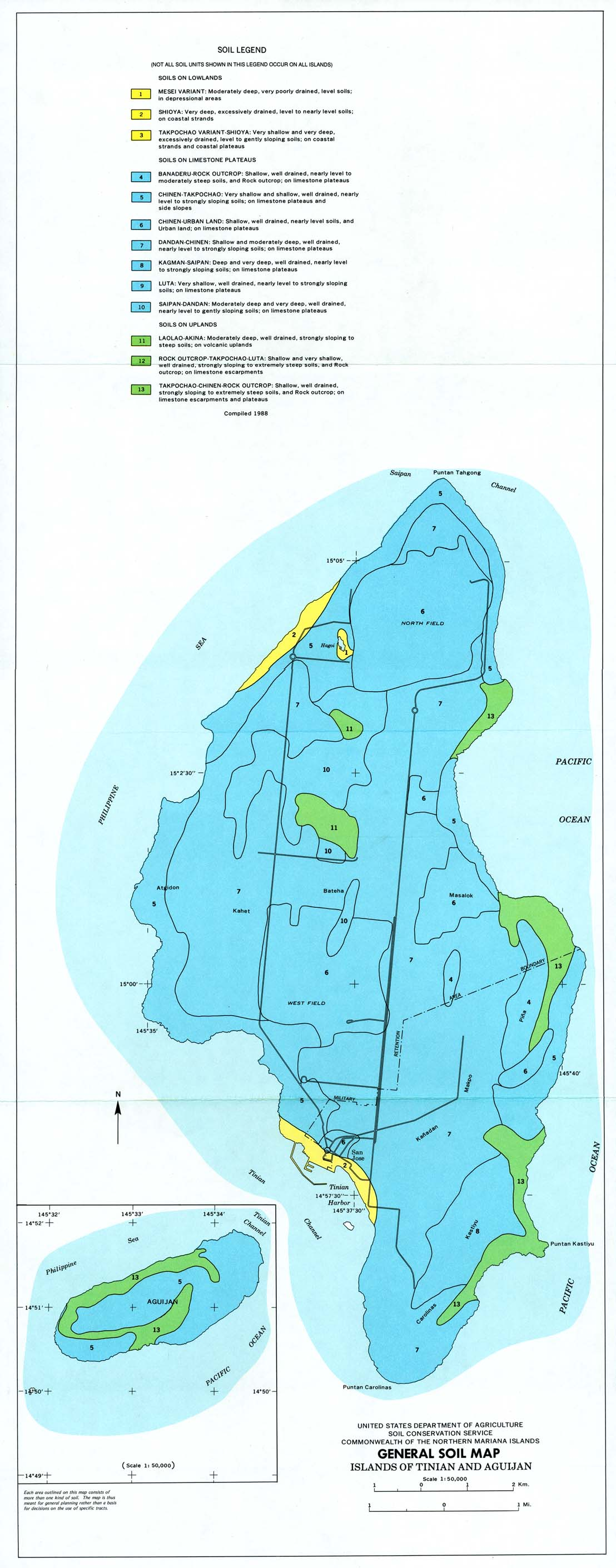
Bản đồ các loại đất trên đảo Tinian và Aguijan

Aguiguan chỉ có diện tích 7,09 km 2 (2,74 dặm vuông), dài 4,7 km (2,9 dặm) và rộng 1,8 km (1,1 dặm). Hòn đảo này là sự kết hợp của rừng và đồng cỏ, là nơi sinh sống của nhiều loài bản đỉa của Quần đảo Mariana, đặc biệt là một số loài chim quý hiếm.
Hòn đảo có diện tích khoảng 7,3 km2 và không có người ở nhưng thỉnh thoảng có người ghé thăm. Do các vách đá dựng đứng, hòn đảo không có bến cảng, vịnh hay bãi biển tự nhiên, do đó khiến tàu thuyền khó cập bến.. Tuy nhiên, một cuộc khảo sát hòn đảo năm 2002 đã tìm thấy một số loài bản địa ở đó, bao gồm Dơi quạ Mariana, Dơi đuôi dài Polynesia và Megapodius laperouse.
Bãi cá Tatsumi cũng nằm trong khu vực này.

### Đá Naftan

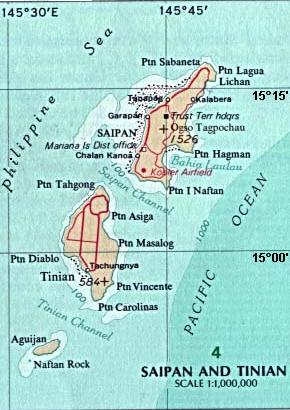
Bản đồ bao gồm đá Naftan

Đá Naftan cách bờ biển phía tây nam của Aguiguan khoảng 1 km (0,62 dặm), cao 18 mét (59 ft).

### Vùng chim quan trọng
Aguijan và Đá Naftan đã được BirdLife International công nhận là Vùng chim quan trọng (IBA) vì chúng hỗ trợ quần thể các loài Megapodius laperouse, Gallicolumba xanthonura, Aerodramus bartschi, Ptilinopus roseicapilla, Myzomela rubratra, Rhipidura rufifrons, Acrocephalus nijoi, Zosterops conspicillatus, Cleptornis marchei và Aplonis opaca. Aguijan cũng hỗ trợ các đàn chim biển sinh sản, với 120 cặp Sula leucogaster và 450 cặp Anous stolidus được báo cáo, trong khi Đá Naftan là nơi sinh sống của hàng nghìn loài chim biển.